# Liste der Biografien/Adr
Liste der Biografien |
Portal Biografien |
Personensuche
# |
A |
B |
C |
D |
E |
F |
G |
H |
I |
J |
K |
L |
M |
N |
O |
P |
Q |
R |
S |
T |
U |
V |
W |
X |
Y |
Z |
?
 
Aa |
Ab |
Ac |
Ad |
Ae |
Af |
Ag |
Ah |
Ai |
Aj |
Ak |
Al |
Am |
An |
Ao |
Ap |
Aq |
Ar |
As |
At |
Au |
Av |
Aw |
Ax |
Ay |
Az
 
Ada |
Adc |
Add |
Ade |
Adg |
Adh |
Adi |
Adj |
Adk |
Adl |
Adm |
Adn |
Ado |
Adr |
Ads |
Adt |
Adu |
Adv |
Adw |
Ady |
Adz
Die Liste der Biografien führt alle Personen auf, die in der deutschsprachigen Wikipedia einen Artikel haben. Dieses ist eine Teilliste mit 97 Einträgen von Personen, deren Namen mit den Buchstaben „Adr“ beginnt.

## Adr

### Adra
- Adra, Basel (* 1996), palästinensischer Journalist und Filmemacher
- Adrain, Garnett (1815–1878), US-amerikanischer Politiker
- Adrain, Robert (1775–1843), US-amerikanischer Mathematiker
- Adrario, Friedrich (1918–2011), österreichischer Generalmajor
- Adrastos von Kyzikos, griechischer Mathematiker der Antike
- Adraxius, antiker römischer Toreut

### Adre
- Adrenalize (* 1996), dänischer DJ und Musikproduzent
- Adret, Salomo (1235–1310), spanischer Rabbiner

### Adri
- Adrià, Ferran (* 1962), katalanischer Koch und GastronomFerran Adrià (* 1962)

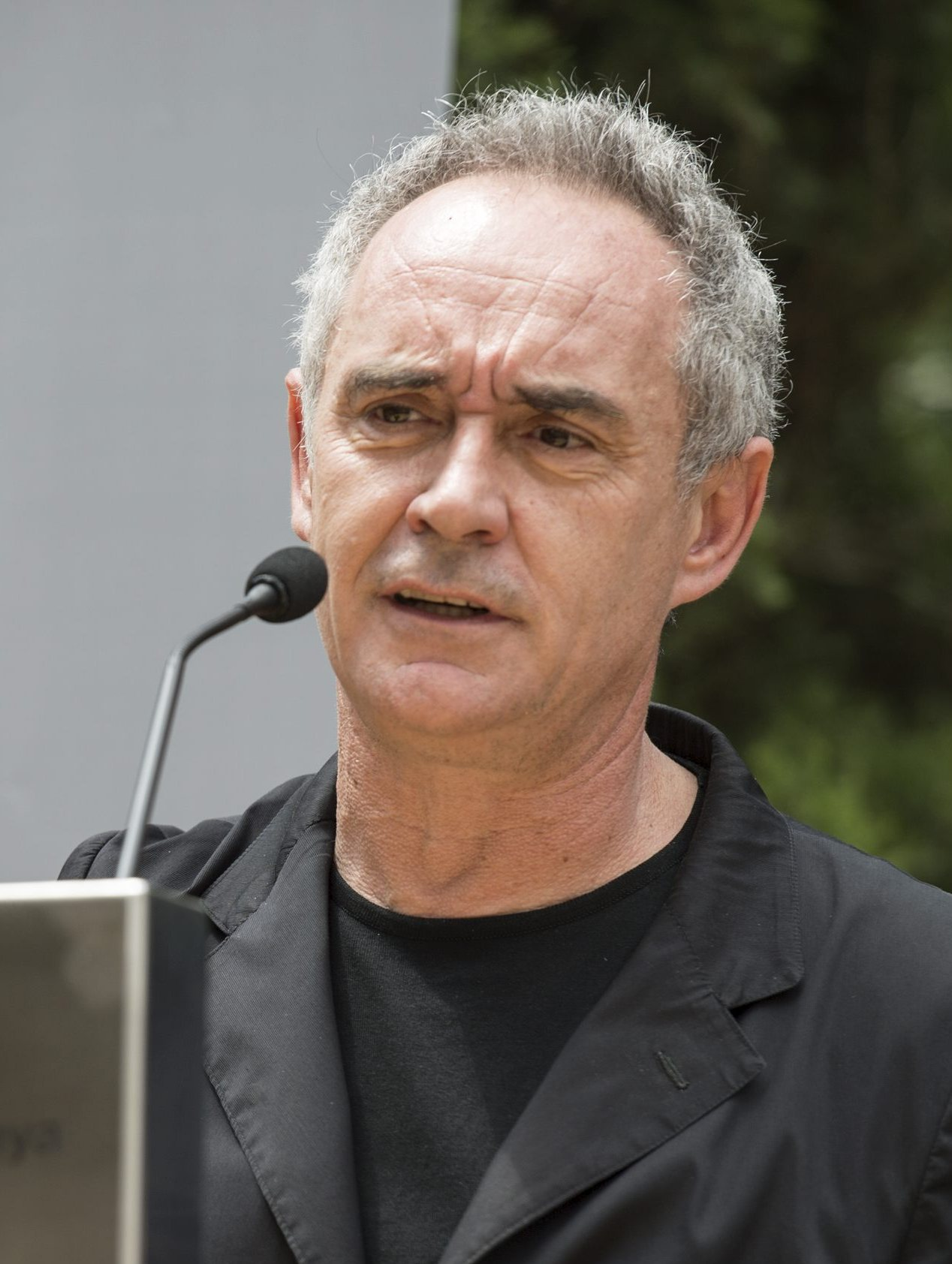
Ferran Adrià (* 1962)

- Adrià, Roger (* 1998), spanischer Radrennfahrer
- Adriaansdochter, Geertruid († 1573), niederländische Bäuerin und katholische Märtyrerin
- Adriaanse, Co (* 1947), niederländischer Fußballspieler und -trainer
- Adriaansens, Micky (* 1964), niederländische Rechtsanwältin, Wirtschaftsmanagerin und Politikerin (VVD), Abgeordnete und Ministerin
- Adriaansz, Willem (1921–2016), niederländischer Musikforscher und Pianist
- Adriaen van Wesel, niederländischer Bildschnitzer
- Adriaens, Barbara, niederländische Transgender-Frau
- Adriaensens, Jan (1932–2018), belgischer Radrennfahrer
- Adriaenssen, Emanuel († 1604), flämischer Lautenist, Musikpädagoge und Komponist
- Adriaenssens, Conrad (* 1871), belgischer Sportschütze
- Adriaenssens, René (1921–1995), belgischer Radrennfahrer
- Adrián (* 1987), spanischer Fußballtorhüter
- Adrián Escudero, Jesús (* 1964), spanischer Philosoph und Hochschullehrer
- Adrian von Nikomedien († 306), römischer Offizier und christlicher Märtyrer
- Adrian von Ondrussow († 1549), russisch-orthodoxer Mönch und Heiliger
- Adrian, Alexander (* 1984), deutscher Fußballspieler
- Adrian, Bjarne (* 1948), dänischer Schauspieler
- Adrian, Cem (* 1980), türkischer MusikerCem Adrian (* 1980)

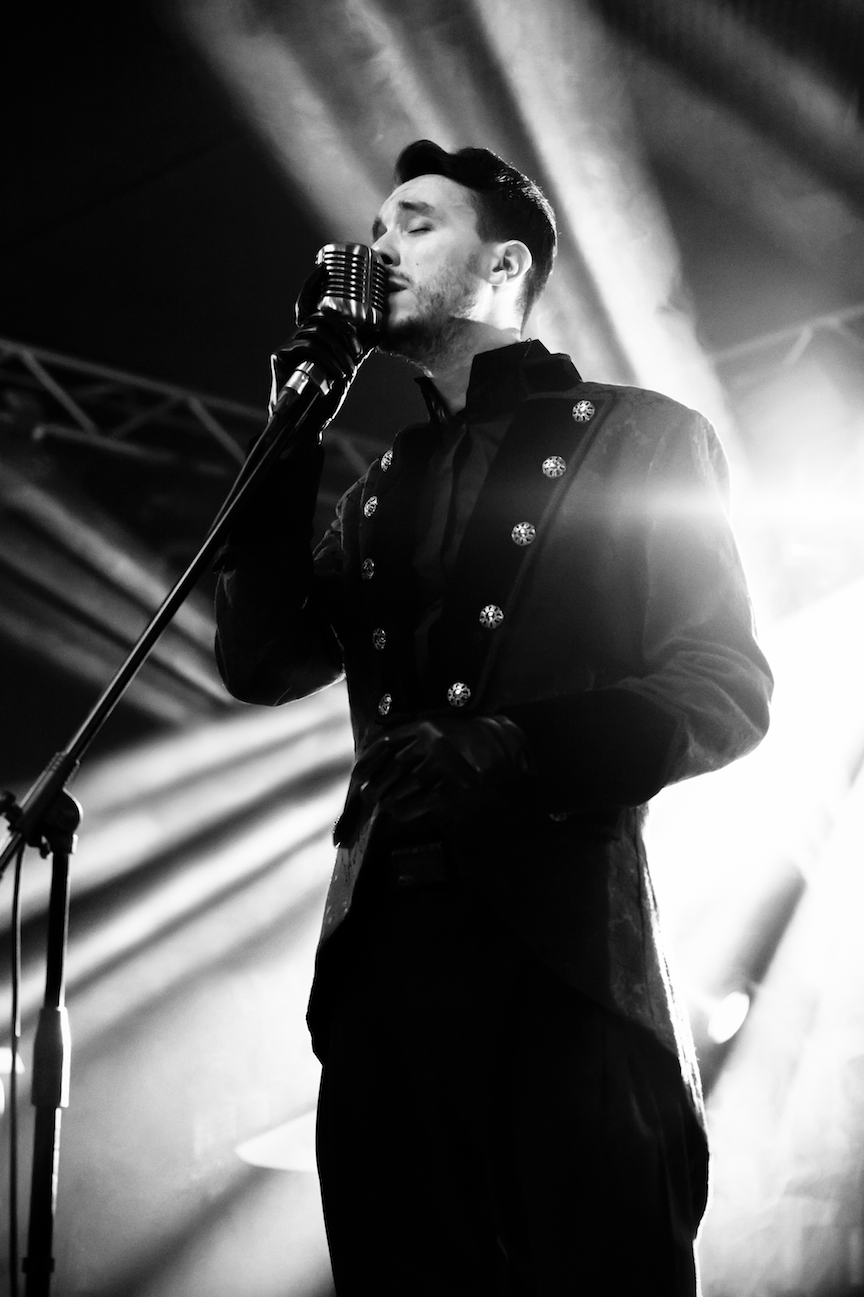
Cem Adrian (* 1980)

- Adrian, Chris (* 1970), US-amerikanischer Kinderarzt und Schriftsteller
- Adrian, Edgar, 1. Baron Adrian (1889–1977), britischer Anatom und Physiologe
- Adrián, Eduardo (1923–1990), argentinischer Tangosänger
- Adrian, Gerhard (* 1956), deutscher Meteorologe und Präsident des Deutschen Wetterdienstes
- Adrian, Gilbert (1903–1959), US-amerikanischer Kostümdesigner
- Adrian, Grete († 1655), Opfer der Hexenverfolgung
- Adrian, Hanns (1931–2003), deutscher Architekt und Stadtplaner
- Adrian, Hans (1890–1979), Schweizer Geologe
- Adrian, Iris (1912–1994), US-amerikanische FilmschauspielerinIris Adrian (1912–1994)

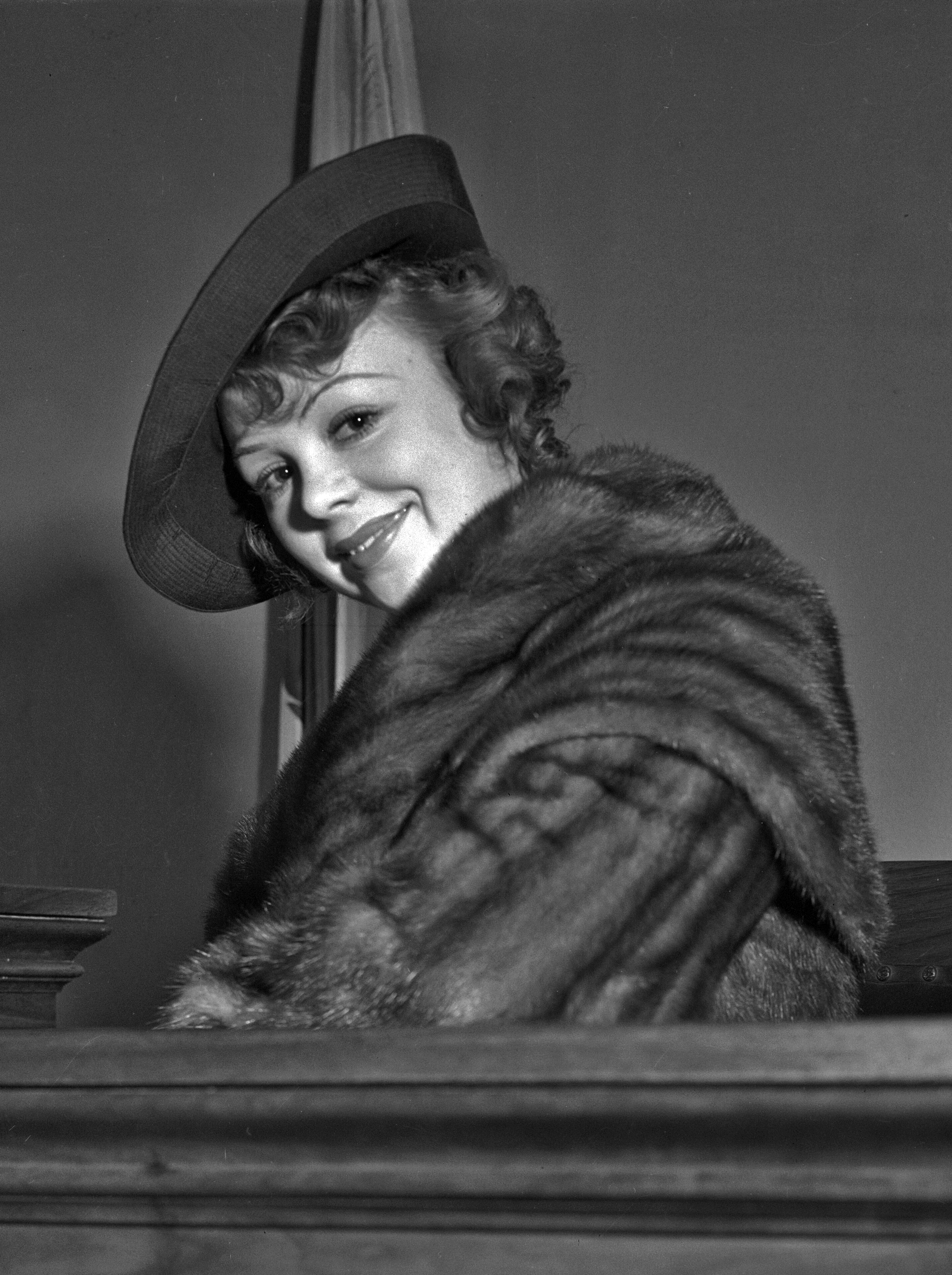
Iris Adrian (1912–1994)

- Adrian, Julia (* 1991), deutsche Autorin im Bereich Fantasy
- Adrian, Karl (1861–1949), österreichischer Heimatforscher
- Adrian, Marc (1930–2008), österreichischer Bildhauer
- Adrian, Matthias (* 1976), deutscher Politiker (NPD) und Aussteiger
- Adrian, Nadine (* 1982), deutsche Fußballspielerin
- Adrian, Nathan (* 1988), US-amerikanischer Schwimmer
- Adrian, Nyamandi (* 1991), deutscher Schauspieler
- Adrian, Peter (* 1957), deutscher Manager, Präsident des Deutschen Industrie- und Handelskammertags (DIHK)
- Adrian, Rhys (1928–1990), britischer Schriftsteller
- Adrian, Rita, deutsche Biologin und Hochschullehrerin
- Adrian, Tobias (* 1971), deutsch-amerikanischer Ökonom
- Adrian, Ulrich (* 1958), deutscher Journalist und Korrespondent
- Adrian, Valentin (1793–1864), deutscher Schriftsteller, Neuphilologe und Bibliothekar
- Adrian, Walter (1897–1963), Schweizer Schriftsteller, Kunstkritiker und Journalist
- Adrian, William Lawrence (1883–1972), US-amerikanischer Geistlicher, Bischof von Nashville
- Adrián, Zsigmond (1934–1995), ungarischer Generalmajor
- Adriana (* 1996), brasilianische Fußballspielerin
- Adriana von Nassau-Dillenburg (1449–1477), Gemahlin des Grafen Philipp I. von Hanau-Münzenberg
- Adriani, Achille (1905–1982), italienischer Klassischer Archäologe
- Adriani, Bruno (1881–1971), deutscher Verwaltungsjurist und Kunsthistoriker
- Adriani, Eduard von (1856–1922), preußischer General der Infanterie
- Adriani, Francesco († 1575), italienischer Sänger, Kapellmeister und Komponist
- Adriani, Gert (1908–1989), deutscher Kunsthistoriker
- Adriani, Götz (* 1940), deutscher Kunsthistoriker
- Adriani, Laura (* 1994), italienische Filmschauspielerin
- Adriani, Marcello (1464–1521), italienischer Humanist und Politiker
- Adriani, Matthäus, spanischer Hebraist
- Adriani-Hovy, Elisabeth (1873–1957), niederländische Malerin
- Adrianinho (* 1980), brasilianisch-österreichischer Fußballspieler
- Adriano (* 1944), Schweizer Dirigent und Komponist
- Adriano Fiorentino († 1499), italienischer Bildhauer, Medailleur und Metallgießer
- Adriano Gabiru (* 1977), brasilianischer Fußballspieler
- Adriano Magrão (* 1981), brasilianischer Fußballspieler
- Adriano, Alberto (1961–2000), mosambikanisches Mordopfer
- Adriano, Elisângela (* 1972), brasilianische Leichtathletin
- Adrianow, Alexander Wassiljewitsch (1854–1920), russischer Asienforscher und Ethnologe
- Adrianow, Wladimir Nikolajewitsch (1875–1938), russisch-sowjetischer Kartograf
- Adrianowa-Peretz, Warwara Pawlowna (1888–1972), russische bzw. sowjetische Literaturwissenschaftlerin und Hochschullehrerin
- Adrians, Johann Josef (1756–1827), deutscher Politiker und der erste Oberbürgermeister Freiburgs (1806–1824)
- Adriansen, Sophie (* 1982), französische Schriftstellerin
- Adriányi, Gabriel (1935–2024), ungarisch-deutscher Geistlicher, Theologe und Kirchenhistoriker
- Adrianzén, Gustavo (* 1966), peruanischer Anwalt und Politiker sowie Premierminister Perus
- Adriazola, Víctor (* 1943), chilenischer Fußballspieler
- Adrichem, Cornelia van (1496–1543), niederländische Ordensfrau und Dichterin
- Adriel (* 1997), brasilianischer Fußballspieler
- Adrien, Philippe (1939–2021), französischer Theater- und Drehbuchautor, Dramaturg, Schauspieler und Theaterleiter und Theaterregisseur
- Adriet, Philemon (1836–1911), französischer Oboist, Militärkapellmeister, Lieutenant und Komponist
- Adrio, Adam (1901–1973), deutscher Musikwissenschaftler
- Adrion, Alexander (1923–2013), deutscher Zauberkünstler
- Adrion, Benjamin (* 1981), deutscher Fußballspieler und Sozialunternehmer
- Adrion, Lucien (1889–1953), französischer Maler
- Adrion, Rainer (* 1953), deutscher Fußballspieler und -trainerRainer Adrion (* 1953)

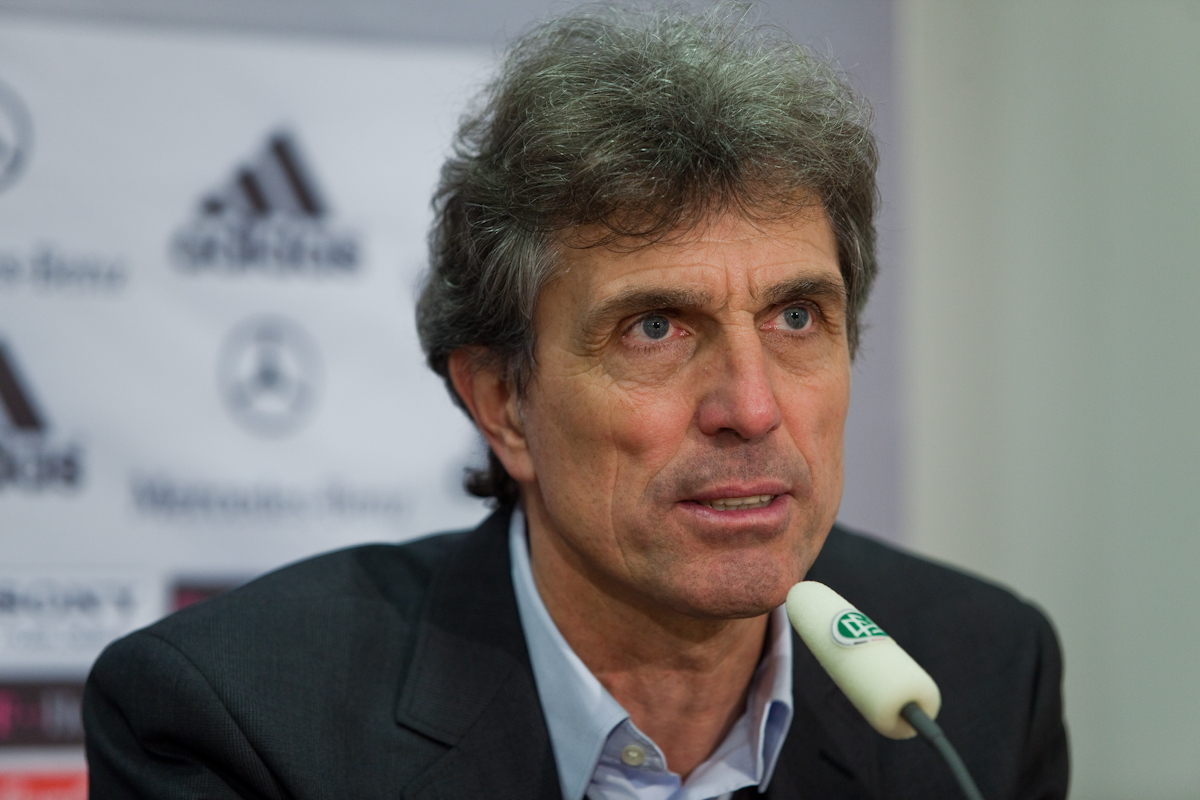
Rainer Adrion (* 1953)

- Adrisi, Mustafa (1922–2013), ugandischer Politiker und Militäroffizier

### Adro
- Adroit, Louis Albert (1875–1946), französischer Kapellmeister, Musikpädagoge und Komponist
- Adrover i Barceló, Miquel (* 1965), spanischer Modedesigner
- Adrover, Antoni Lluís (* 1982), spanischer Fußballspieler
- Adrović, Admir (* 1988), montenegrinischer Fußballspieler
- Adrovicz, Attila (* 1966), ungarischer Kanute
- Adrowitzer, Roland (* 1957), österreichischer Journalist und Moderator

### Adry
- Adryan (* 1994), brasilianischer Fußballspieler
- Adryelson (* 1998), brasilianischer Fußballspieler